# Cahizada
La cahizada fue una medida de campo española usada en varias regiones como Comunidad Valenciana, Aragón, Navarra o Asturias. 
Como ocurre con otras medidas antiguas, en cada región las equivalencias eran diferentes. Así, por ejemplo, en Valencia:
- 1 Cahizada = 6 Fanegadas = 1200 Brazas cuadradas (bazas cuadradas) = 49,97593 áreas[1]
- 1 Yugada = 6 Cahizadas = 2.9986 hectáreas[2]